# Comuna Protopopivka, Oleksandria
Protopopivka (în ucraineană Протопопівка) este o comună în raionul Oleksandria, regiunea Kirovohrad, Ucraina, formată din satele Berezivka, Dibrovî, Fedorivka, Iahidne, Petrivske și Protopopivka (reședința).

## Demografie
Componența lingvistică a comunei Protopopivka
     Ucraineană (92,1%)
     Rusă (5,9%)
     Alte limbi (0,65%)
Conform recensământului din 2001, majoritatea populației comunei Protopopivka era vorbitoare de ucraineană (92,1%), existând în minoritate și vorbitori de rusă (5,9%).